# Georg Gaffky

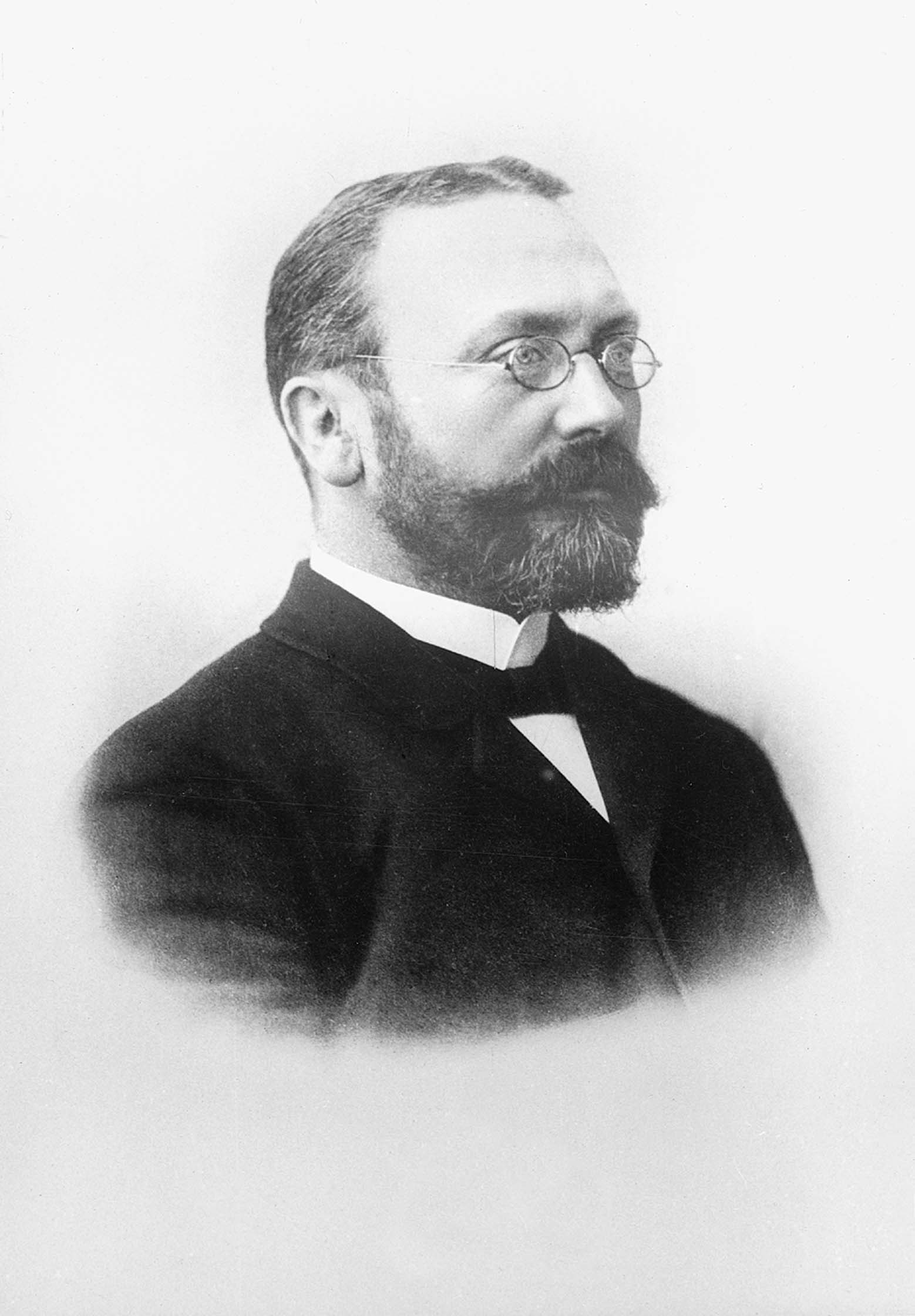
Georg Gaffky

Georg Theodor August Gaffky (* 17. Februar 1850 in Hannover; † 23. September 1918 ebenda) war ein deutscher Bakteriologe und Hygieniker, der 1884 erstmals Typhusbazillen in Reinkultur züchtete.

## Beruflicher Werdegang
Georg Gaffky studierte in Berlin am Friedrich-Wilhelms-Institut Medizin (die auch von Rudolf Virchow, Friedrich Loeffler und Emil Behring besuchte militärärztliche Akademie „Pepinière“) und wurde 1869 Mitglied des Pépinière-Corps Suevo-Borussia. 1873 wurde Gaffky promoviert. 1880 wurde er als Militärarzt im Rang eines Stabsarztes (gemeinsam mit Friedrich Löffler) dem Kaiserlichen Gesundheitsamt in Berlin als Assistent zugewiesen, wo er Schüler von dessen Leiter Robert Koch wurde. Als Kochs Mitarbeiter hatte er zudem großen Anteil an dessen Entdeckungen. Im Jahr 1884 gelangen ihm die Züchtung des Typhuserregers Salmonella typhi in Reinkultur sowie der Nachweis von Salmonellen („Gaffky-Eberth-Bazillen“).
1883/84 begleitete er Koch auf den Reisen einer Cholera-Expedition durch Ägypten und Indien. 1885 wurde er Mitarbeiter am Kaiserlichen Gesundheitsamt in Berlin. Seit 1888 ordentlicher Professor für Hygiene an der großherzoglichen Hessischen Ludwigs-Universität, gründete er das Institut für Medizinische Mikrobiologie Gießen. In Gießen sorgte er für die Kanalisierung der Stadt und er gründete die ersten zwei Gesundheitsämter der Provinz Oberhessen. Nach der Choleraepidemie von 1892 in Hamburg war er als Berater des Hamburger Senats zeitweise für den Aufbau eines Hygienischen Institutes tätig; er verfasste auch den Abschlussbericht. 1896/1897 war er Leiter der Pestexpedition des Deutschen Reiches nach Bombay und hielt weiterhin Kontakt zu seinem Lehrer Robert Koch. Im Jahr 1904 wurde Gaffky, aufgefordert von Robert Koch, Direktor des Berliner Infektions-Instituts, das er am 24. März 1912 in „Institut für Infektionskrankheiten Robert Koch“ umbenannte und das inzwischen den Namen Robert Koch-Institut trägt. Gaffky erhielt den Charakter Geheimer Medizinalrat. Gaffky war seit 1886 Mitglied der Berliner Freimaurerloge Friedrich Wilhelm zur Morgenröthe. Seine Emeritierung erfolgte im Jahr 1913.
1884 entwickelte Gaffky die Gaffky-Skala als Maßeinheit für den Schweregrad einer Tuberkulose. Dabei wurde die Zahl der Mycobakterien pro Gesichtsfeld im Ausstrich des Sputums bestimmt.